# Simón Bolívar
Simón Bolívar (teljes nevén: Simón José Antonio de la Santísima Trinidad Bolívar Palacios y Blanco; 1783. július 24. – 1830. december 17.) a dél-amerikai függetlenségi mozgalom vezetője, később a Nagy-Kolumbia (Gran Colombia) elnöke, Venezuela elnöke, majd Peru és Venezuela diktátora.
Bolívar részt vett Nagy-Kolumbia megalapításában, amely nemzet mint nagy politikai és katonai konföderáció próbált konszolidálódni Amerikában. Nagy-Kolumbia elnöke lett. Annak ellenére, hogy a Nagy-Kolumbia-politikai terv megbukott, Bolívart a cselekedeteiért és nézeteiért „Amerika emberének” nevezik. Kiemelkedő, komoly politikai örökséget maga után hagyó alakja az egyetemes történelemnek, ami Latin-Amerika számos országában, egyben a nemzeti tisztelet tárgyává is formálta őt.

## Család és örökség
Mind az apa, don Juan Vicente Bolívar, mind az anya, María Concepción Palacios y Blanco az arisztokrácia tagjai voltak. Kettejük korkülönbsége igen nagy volt: 1773-ban, az esküvőjükkor Juan Vicente 47 éves, míg María 15 éves volt. Simónon kívül további négy gyermekük született: Juan Vicente, María Antonia, Juana és María del Carmen.
A Bolívar-család a baszk La Puebla de Bolívar településről származott.

## Gyermekkor
Simón 1783. július 24-ről 25-re virradó éjszaka született a caracasi San Jacinto téren, teljes neve Simón José Antonio de la Santísima Trinidad Bolívar de la Concepción y Ponte Palacios y Blanco, amellyel 1783. július 30-án keresztelték meg a caracasi székesegyházban.
1786 januárjában, amikor Simón kétéves volt, apja tuberkulózisban elhunyt. Anyjának, María Concepciónnak kellett átvenni a családon belüli irányító szerepet; a család érdekei képviseletének feladatát haláláig hatékonyan ellátta. Concepción 1792. július 6-án hunyt el. Simón kilencéves volt ekkor. Az anya végrendeletében meghagyta, hogy gyermekeit a nagyapjukra, Don Feliciano Palaciosra bízza. Don Feliciano a Bolívar-gyermekeket egy felügyelő helyettesre bízta.

## Későbbi élete
Spanyolországban tanult, ott is házasodott, de felesége, María Rodríguez egy év múlva meghalt. A felvilágosodás és az angol materialista gondolkodók hatására, a napóleoni háborúktól lenyűgözve tett esküt, hogy felszabadítja hazáját. 1810-ben Angliába utazott, s bár a londoni kormány támogatását nem sikerült megszereznie, rábírta a száműzött Francisco de Mirandát, hogy álljon a függetlenségi harc élére. A következő évben kikiáltották Venezuela függetlenségét, de mivel Miranda gyorsan letette a fegyvert, társai árulónak minősítették és kiadták a spanyoloknak.
Bolívar a mai Kolumbia területéről indított "csodálatos hadjáratával" 1813-ban felszabadította Caracast, ahol a nép diktátori hatalommal és az El Libertador (A Szabadító) címmel ruházta fel. A spanyol túlerő és a belső torzsalkodás mégis meghátrálásra kényszerítette, Jamaica szigetére szorult vissza. Politikai gondolkodása itt a brit mintájú alkotmányos köztársaság felé fordult, választott alsó- és örökletes felsőházzal, egész életre szóló államfői tisztséggel.
1816-ban új sereggel szállt partra Új-Granadában. A hadtörténet legfényesebb lapjaira bekerült hadjárata során 1819. augusztus 7-én döntő vereséget mért Boyacánál a spanyolokra. Győzelmei nyomán született meg a Venezuelából, Kolumbiából, Panamából és Ecuadorból álló, a spanyolok által is elismert Nagy-Kolumbia, amelynek elnöke és diktátora Bolívar lett. 1823 szeptemberében, miután a Perut felszabadító José de San Martin lemondott tisztségeiről, bevonult Limába, majd a következő évben tiszteletére Felső-Peru felvette a Bolívia nevet.
A földrész-dimenziókban gondolkodó diktátor álmait kicsinyes társai nem követték. Alvezérei egymás ellen fordultak, az egyes területek egyre nagyobb önállóságot követeltek maguknak. Az 1828-ban összehívott nemzetgyűlés megtagadta Bolívar elnöki hatáskörének növelését, a Felszabadító ellen még merényletet is megkíséreltek. Felkelések robbantak ki, Peru lerohanta Ecuadort, az ország ügyeibe Franciaország, Anglia és az Egyesült Államok is beavatkozott, a recsegő-ropogó Nagy-Kolumbia 1830 nyarára szétesett.
Megromlott egészsége, politikai kudarca és a polgárháború miatt Bolívar lemondott tisztségeiről. Európába készülve, 1830. december 17-én végzett vele a tüdővész Santa Martában. Halálos ágyán elrendelte írásainak és levelezésének elégetését, de azt - a történészek nagy örömére - nem teljesítették.

## Művei
- Simón Bolívar írásai; ford. Benyhe János; Európa Könyvkiadó, Bp., 1976 ISBN 963070711X

## Emlékezete
- Nevét viseli számos város, félsziget, híd, hegycsúcs, egyetem, repülőtér, futballklub, valamint róla nevezték el Bolíviát és a venezuelai pénzt (venezuelai bolívar).
- Kurt Vonnegut Macskabölcső című könyvében (1963) szereplő képzeletbeli állam, a San Lorenzói Köztársaság fővárosa is a Bolívar nevet viselte, emléket állítva a nagy gondolkodónak.
- Kasimir Edschmid: A szabadító című történelmi regénye Simón Bolívar életét dolgozta fel. (Európa Könyvkiadó, Budapest, 1975) ISBN 9630702282
- Gabriel García Márquez A tábornok útvesztője (1989) című regénye Bolívar életét, különösen annak utolsó hónapjait örökíti meg (ford. Tomcsányi Zsuzsanna; Magvető, Bp., 1992).
- A Simón Bolívar 95 perces színes spanyol-venezuelai-olasz filmdrámát 1968-ban készítették.[1]
- Amerika embere című 2013-as Simon Bolivar életrajzi dráma.